# 坂見誠二
坂見 誠二（さかみ せいじ、1958年2月6日 - 2023年6月16日）は、日本のストリートダンサー。振付師。

## 来歴
福岡県久留米市生まれ。ダンサーネームは「SEIJI」。日本にストリートダンスを伝えた重鎮の一人。1985年に日本代表としてニューヨーク・アポロシアターで行われた「アマチュアナイト」出場。ソウル・II・ソウルを日本に呼んだ初の人物。「ダンスの神様」と呼ばれた。世界のトップダンサー達とアメリカを拠点とするユニット「E.O.F」を結成。
2016年に膀胱がんを患い、闘病生活を送っていた。2023年5月11日に妻が第一子となる女児を出産したが、その翌日に坂見自身の体調が悪化して緊急入院となり、同年6月16日に逝去。65歳没。

## 略歴
- 1982年 - 1986年、チーム「Be-Bop Crew」を主宰
  - チーム「JAP」
  - チーム「Original Lockers」
  - チーム「Something Special」
  - チーム「Wild Crew」
- 1990年 - GWINKO「STEP OUT」（監督：小松壮一郎）出演、振り付け
- 1991年 - 1995年、再結成した「Be-Bop-Crew」に参加
- 1992年 -  東映Vシネマ『ハートブレイカー 弾丸より愛をこめて』（監督：小松壮一郎）出演、振り付け
- 1997年 - ワールドジュニアゴルフチーム選手権CM、オープニングイベント 出演、振り付け
- 1998年 - ダンス番組『FUNTOMA II』TVKテレビ  レギュラーメイン出演
- 1998年 - ダンス番組『J-DANCE〜和ダンス〜』TVKテレビ レギュラー出演
- 1999年 - TRF『slug ＆ soul』『JOY』ミュージックビデオ（監督：小松壮一郎） スーパーバイザー
- 2000年 - 映画『ちんちろまい』（監督：大森一樹） 振り付け
- 2000年 - ダンス番組『RAVE2000』（テレビ東京）出演
- 2003年 - 新宿コマ劇場『サタデー・ナイト・フィーバー (ミュージカル)』振付・プロデュース
- 2004年 - 「Funky Diamond」結成、メンバーはTeddy Dan / Yoshibo / 山国節男 / Wild Cherry / パパイヤ鈴木
- 2004年 - ダンス番組『少年チャンプル』中京テレビ レギュラー出演
- 2005年 - DVD ストリートダンスドキュメント『∞〜MUGEN』ver. GREEN、ver.  RED、ver. Special （監督：小松壮一郎 ） ジェネオンエンターテイメント  企画・主演
- 2006年 - 日本の60〜80年代ブラックシーンを書いた書籍『黒く踊れ！』江守藹（えもりあい）著 銀河出版 制作協力
- 2006年 - ダンス番組『スーパーチャンプル』（中京テレビ）レギュラー出演
- 2007年 - ダンス番組 TV Bible Series『坂見誠二の実践ストリートダンス DANCE☆GROOVE！』（監督：小松壮一郎）BS日テレ 主演・振り付け
- 2007年 - パパイヤ鈴木プロデュースDANCE & COMEDY SPECIAL ENTERTAINMENT「SEVEN SAMURAIS 2007 男自慢 夢の世界へ いりゃあ～せ！ これぞ！真の男ぢから！[11]」制作出演
- 2009年 - 滝沢革命の舞台公演振付
- 2009年 - KAT-TUN 10枚目シングル「RESCUE」振付
- 2009年 - ニューヨークへ自身の可能性を広げるため赴く
- 2010年 - ドイツで行われた、世界大会「FUNKI'N STYLE」で日本人初の審査員
- 2011年 - 世界に発信する為に「E.O.F」（Elements Of Freedomの略）を結成し活動
- 2012年 - 国内のアンダーグラウンドシーンに向けて働きかける為に「STYLE OF FUSION」を結成
- 2013年 - 「HOUSE OF NINJA JAPAN TOUR」に参加
- 2013年 - KinKi Kids 32枚目シングル「恋は匂へと散りぬるを」振付
- 2015年 - 株式会社セカンドファクトを設立、代表取締役社長に就任
- 2016年 - A.B.C-Z 「株式会社応援屋!! OH&YEAH!!」舞台振付
- 2017年 - 堂本剛ソロプロジェクト HYBRID ALIEN振付
- 2017年 - 関ジャム 完全燃SHOW ゲスト出演
- 2018年 - 福岡にてStudio Double YSをオープン
- 2020年 - 一般社団法人日本国際ダンス連盟FIDA JAPAN理事就任[12]
- 2020年 - 第一生命「D.league20-21」シーズンレギュラーJUDGE
- 2021年 - EXPG高等学園 カリキュラムコーディネート
- 2023年 - ダンススタジオ「SIJ.ACADEMY」オープン
- 2023年 - 逝去
- 2023年 - 一般社団法人日本国際ダンス連盟FIDA JAPAN、永久名誉理事に就任[13]

## 振付
KinKi Kids、Kis-My-Ft2、KAT-TUN、赤西仁など

## 舞台
- 「『PLAYZONE』（プレゾン）少年隊」振付
- 「滝沢革命」振付
- パパイヤ鈴木プロデュース「SEVEN SAMURAIS 2007」制作・振付・出演
- A.B.C-Z 「株式会社応援屋!! OH&YEAH!!」舞台振付

## テレビ番組
- TVQ九州放送『YO TV PEPPER』レギュラー出演
- テレビ神奈川『FUNTOMA2（ファントマ2）』メインパーソナリティー：坂見誠二、安藤旺嗣、企画演出：小松壮一郎
- テレビ神奈川『J-DANCE〜和ダンス』出演：坂見誠二、安藤旺嗣、KOBA,SUBARU、企画演出：小松壮一郎、
- 中京テレビ『少年チャンプル』出演
- BS日テレ『坂見誠二の実践ストリートダンス DANCE☆GROOVE！』主演：坂見誠二、SETO、監督；小松壮一郎
- 中京テレビ『スーパーチャンプル』制作・出演
- テレビ東京『DANCE@HERO JAPAN』レギュラー審査員
- 第一生命『D.league』レギュラーJUDGE[14]

## DVD
- 2005年 ストリートダンスドキュメント『∞〜MUGEN』主演 ver. GREEN、ver.  RED、ver. Special  ジェネオンエンターテイメント
- 2007年 TV Bible Series「坂見誠二の実践ストリートダンス DANCE☆GROOVE！」主演 BS日テレ[15]
- 2014年（再公開、DVD再発）東映Vシネマ 「ハートブレイカー 弾丸より愛をこめて」出演、振り付け 1992年作品 東映ビデオ[16]